# اتفاقية الآسيان بشأن التلوث بالضباب العابر للحدود

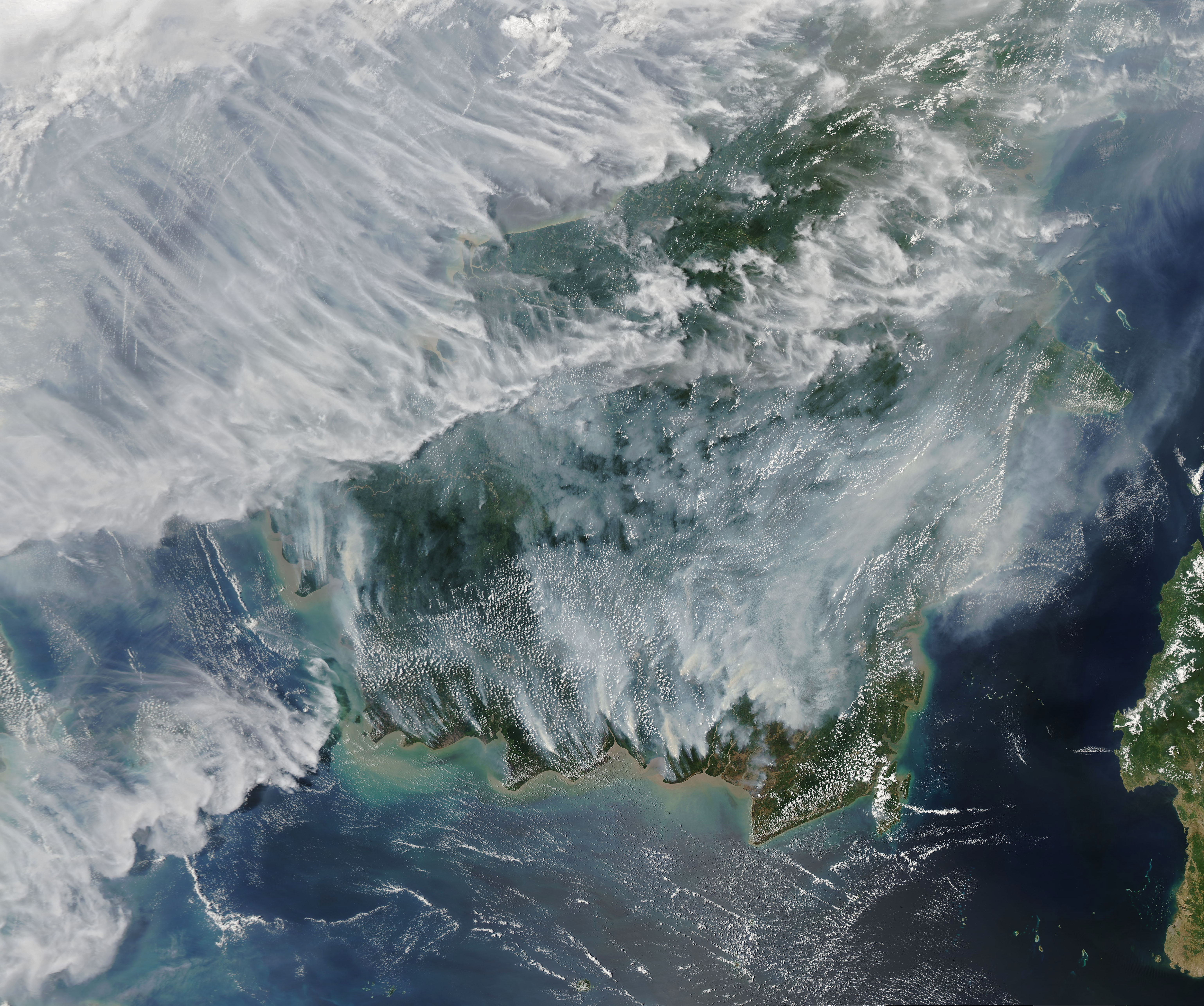
ضباب في بورنيو، 2019

اتفاقية الآسيان بشأن التلوث بالضباب العابر للحدود هي اتفاقية بيئية ملزمة قانونًا وقعت في عام 2002 من قبل دول الأعضاء في رابطة دول جنوب شرق آسيا للحد من التلوث بالضباب في جنوب شرق آسيا. تقر الاتفاقية بأنه يجب تخفيف حدة التلوث بالضباب العابر للحدود الناجم عن حرائق الغابات من خلال الجهود الوطنية المتضافرة والتعاون الدولي.
اعتبارًا من سبتمبر 2014، صادقت جميع دول الآسيان العشر على اتفاقية الضباب.

## التاريخ
الاتفاقية هي ردة فعل على أزمة بيئية ضربت جنوب شرق آسيا في أواخر التسعينيات، نتجت الأزمة بشكل رئيسي عن تطهير الأراضي للاستخدامات الزراعية عن طريق الحرق في جزيرة سومطرة الإندونيسية. حيث أكدت صور الأقمار الصناعية وجود مناطق حرقت في بورنيو وسومطرة وشبه جزيرة الملايو والعديد من الأماكن الأخرى، حُرق ما يقدر بنحو 45000 كيلومتر مربع من الغابات والأراضي، وقدتأثرت من هذه الحادثة بلدان عديدة وخاصة ماليزيا وسنغافورة، وبعض من مناطق تايلاند وبروناي.
يحدث الضباب بشكل سنوي تقريبًا في بعض دول الآسيان. عادةً ما تتزامن المستويات الخطيرة من الضباب مع موسم الجفاف من يونيو إلى سبتمبر عندما توجد الرياح الموسمية الجنوبية الغربية. تحرك الرياح الموسمية الجنوبية الغربية الضباب من
سومطرة بإندونيسيا نحو شبه جزيرة الملايو وسنغافورة، مما يؤدي في بعض الأحيان إلى ضباب كثيف يمكن أن يستمر لأسابيع.

### تاريخ المفاوضات
أنشئت الاتفاقية في عام 2002، على الرغم من وجود بعض الأسس في اتفاقية 1990 التي توصل إليها وزراء البيئة في رابطة دول جنوب شرق آسيا والتي دعت إلى بذل جهود تؤدي إلى تنسيق ممارسات منع التلوث عبر الحدود والحد منه.
وتعتمد المعاهدة أيضًا على خطة تعاون الآسيان لعام 1995 بشأن التلوث العابر للحدود وخطة عمل الضباب الإقليمي لعام 1997.

## أطراف الاتفاق
| الدول الأعضاء | تاريخ التصديق/الموافقة | تاريخ إيداع صك التصديق/الموافقة لدى الأمين العام لرابطة أمم جنوب شرق آسيا |

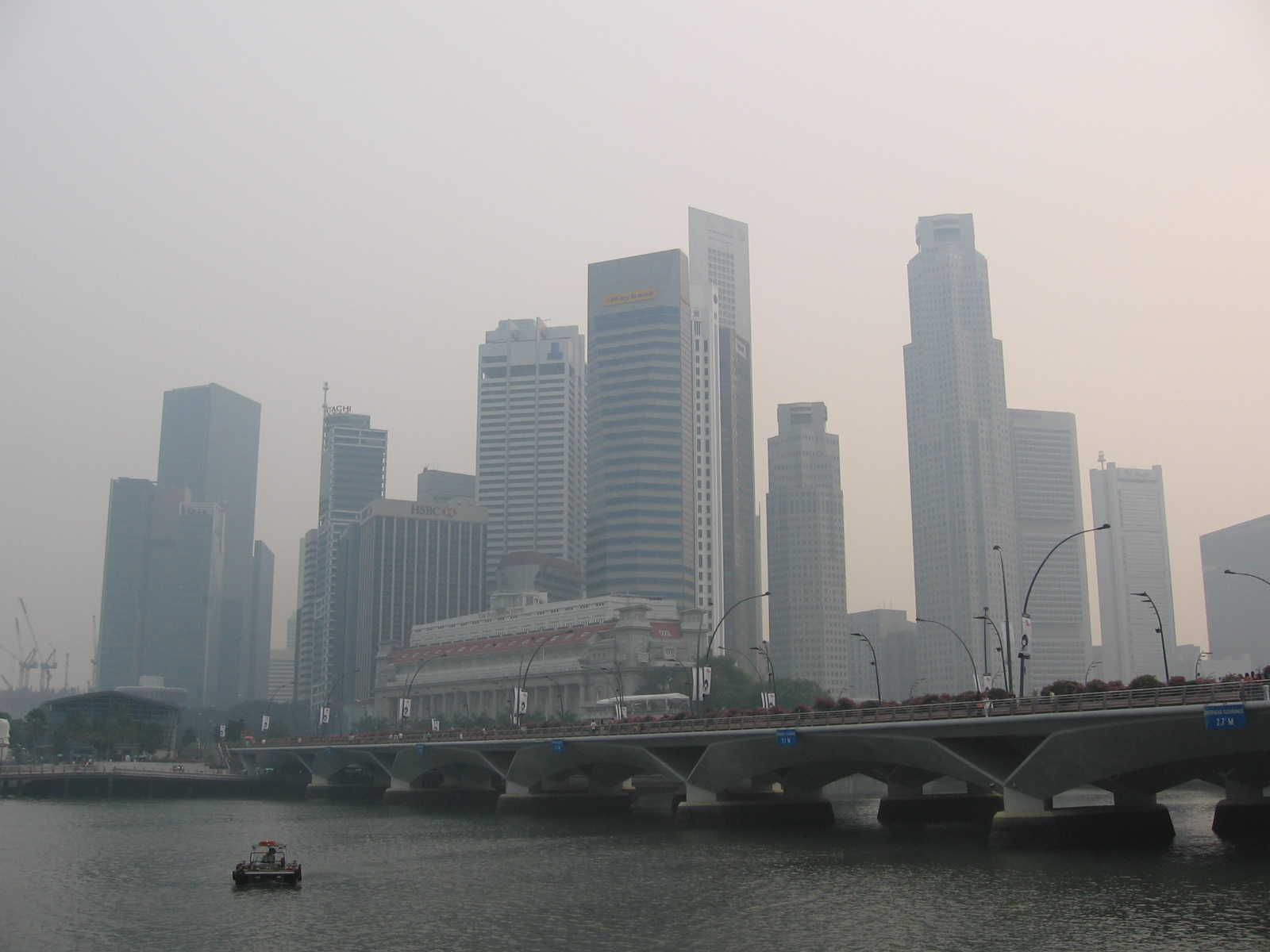
وسط مدينة سنغافورة في 7 أكتوبر 2006 ، عندما تضررت من حرائق الغابات في سومطرة بإندونيسيا

| ------------- | ---------------------- | ------------------------------------------------------------------------- |
| ماليزيا       | 3 ديسمبر 2002          | 18 فبراير 2003                                                            |
| سنغافورة      | 13 يناير 2003          | 14 يناير 2003                                                             |
| بروناي        | 27 فبراير 2003         | 23 أبريل 2003                                                             |
| ميانمار       | 5 مارس 2003            | 17 مارس 2003                                                              |
| فيتنام        | 24 مارس 2003           | 29 مايو 2003                                                              |
| تايلاند       | 10 سبتمبر 2003         | 26 سبتمبر 2003                                                            |
| لاوس          | 19 ديسمبر 2004         | 13 يوليو 2005                                                             |
| كمبوديا       | 24 أبريل 2006          | 9 نوفمبر 2006                                                             |
| الفلبين       | 1 فبراير 2010          | 4 مارس 2010                                                               |
| إندونيسيا     | 16 سبتمبر 2014         | 20 يناير 2015                                                             |

## الهيكل المؤسسي

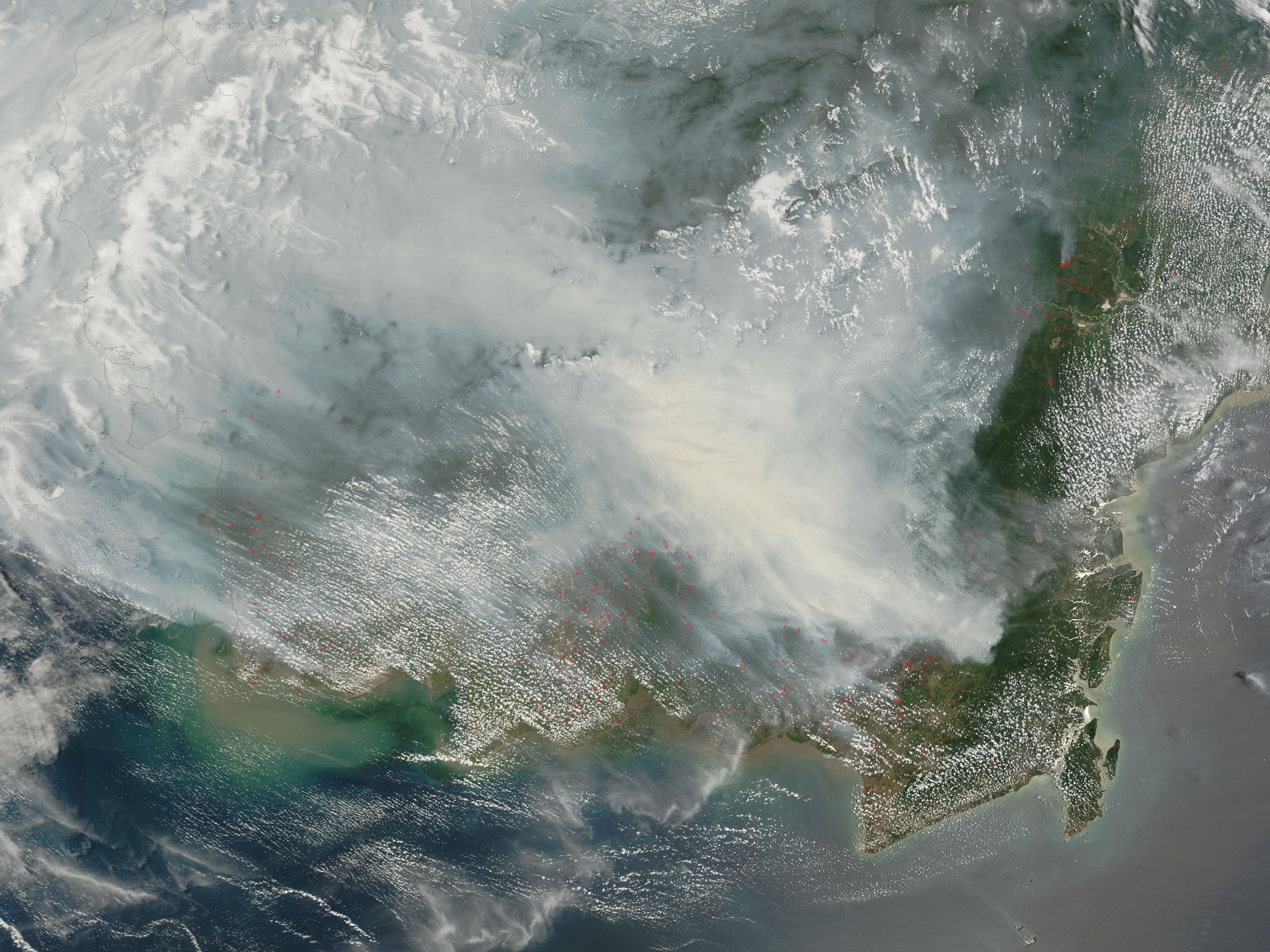
صورة القمر الصناعي لعام 2006 الضباب فوق جزيرة بورنيو

يدير الاتفاقية وزراء البيئة وممثلون آخرون من دول الآسيان، تُنسق تنسيق الاجتماعات تحت إشراف مجلس المجتمع الاجتماعي والثقافي لرابطة أمم جنوب شرق آسيا (ASCC)، وهو أحد المجالس الثلاثة التابعة لقمة الآسيان ورئيسها.

## الأنشطة
تدعو المعاهدة إلى تخفيف الضباب من خلال الجهود الوطنية المتضافرة والتعاون الإقليمي والدولي المكثف في سياق التنمية المستدامة. من خلال أنشطة المراقبة والوقاية.

## الإنجازات
في أكتوبر 2013 وافق جميع قادة الآسيان على نظام مشترك لمراقبة الضباب بتكلفة 100000 دولار أمريكي. كما عرضت سنغافورة بدء العمل مباشرة مع المزارعين الإندونيسيين لتشجيع الممارسات المستدامة وتقليل المشكلة بمرور الوقت من خلال معالجة مشكلة الضباب من جذورها. عملت سنغافورة مع المزارعين بهذه الطريقة في مقاطعة جامبي الإندونيسية في الماضي.

## العيوب
كانت إندونيسيا، بصفتها أكبر دولة في إنتاج الضباب، آخر دولة من دول الآسيان تصدق على الاتفاقية في عام 2014، بعد 12 عامًا من توقيعها لأول مرة في عام 2002. لا تزال هناك مخاوف بشأن قدرة الحكومة الإندونيسية على مراقبة وتأثير التغييرات على المشكلة.
فشلت المعاهدة في منع العودة السنوية للضباب بين عامي 2004 و2010، ومرة أخرى في 2013 و2014 و2015. وقد صنفت إندونيسيا مؤخرًا كثالث أكبر مصدر لانبعاثات غازات الاحتباس الحراري في العالم مع 75٪ من انبعاثاتها ناتجة عن إزالة الغابات.

## روابط خارجية
- وثائق الاتفاقية
- ASEAN Haze Online Archived أرشفة 11 فبراير 2010 في Wayback Machine
- On-The-Ground Team Provides Insight Of Causes Of Riau Fires